# 4Gamer.net
4Gamer.net é um sítio de jogos eletrônicos japonês operado pela Aetas Inc. Foi lançado em agosto de 2000.
O sítio focou inicialmente em "jogos ocidentais", como os gêneros FPS e RTS, o mercado de videogames, juntamente com MMORPGs e simulações de namoro. Hoje, o 4gamer.net é um sítio abrangente de informações sobre videogames.
É um dos maiores sítios de jogos eletrônicos do Japão. Tem sido frequentemente referenciado pela Famitsu, bem como sítios de jogos eletrônicos ocidentais, incluindo IGN, GameTrailers, Eurogamer e 1UP.